# Zdeněk Houštecký
Zdeněk Houštecký (* 17. listopadu 1971 Praha) je český fotbalový trenér, který od roku 2017 plní roli asistenta v českém klubu SK Slavia Praha, a bývalý fotbalista, který hrával na postu záložníka.
Většinu své aktivní hráčské kariéry strávil ve druhé nejvyšší české soutěži, v první lize si zahrál v dresu Žižkova. Po ukončení své hráčské kariéry se stal asistentem trenéra Jindřicha Trpišovského.

## Hráčská kariéra
Zdeněk Houštecký má na svém kontě 15 zápasů v české nejvyšší soutěži a vsítil v nich 1 gól. V lize debutoval v sezóně 1996/97 za Žižkov a za jiný klub již v nejvyšší soutěži nenastoupil.
V nižších soutěžích hrál i za SC Xaverov Horní Počernice, SK Chrudim 1887, SK Spolana Neratovice, FK Kolín, SK Sparta Krč a FK Chmel Blšany.

### Ligová bilance
| Ročník                          | Zápasy | Góly | Klub                       |
| ------------------------------- | ------ | ---- | -------------------------- |
| 2. česká fotbalová liga 1993/94 | -      | 2    | SK Xaverov Praha           |
| 2. česká fotbalová liga 1994/95 | -      | 0    | SK Xaverov Praha           |
| 1. česká fotbalová liga 1996/97 | 3      | 0    | FK Viktoria Žižkov         |
| Gambrinus liga 1997/98          | 12     | 1    | FK Viktoria Žižkov         |
| 2. česká fotbalová liga 1998/99 | 29     | 5    | SK Chrudim 1887            |
| 2. česká fotbalová liga 1999/00 | 23     | 1    | SC Xaverov Horní Počernice |
| 2. česká fotbalová liga 2000/01 | 29     | 3    | SC Xaverov Horní Počernice |
| 2. česká fotbalová liga 2001/02 | 21     | 1    | SC Xaverov Horní Počernice |
| 2. česká fotbalová liga 2002/03 | 12     | 1    | SK Spolana Neratovice      |
| 2. česká fotbalová liga 2007/08 | 11     | 0    | SK Sparta Krč              |
| CELKEM 1. liga                  | 15     | 1    |                            |

## Trenérská kariéra
Ke konci své hráčské kariéry, během působení v Kolíně, působil Houštecký mezi lety 2004 a 205 jako asistent trenéra Martina Frýdka.
V roce 2011 se Houstecký stal asistentem trenéra Jindřicha Trpišovského v divizních Horních Měcholupech. V roce 2013 následoval jejich společný přesun do Viktorie Žižkov, kde se k nim připojil Jaroslav Köstl.
V červnu 2015 zamířili do Slovanu Liberec. V jejich první sezoně na severu Čech postoupili do základní skupiny Evropské ligy, poté, co Liberec vyřadil izraelský Hapoel Kirjat Šmona a chorvatský Hajduk Split. I přes senzační výhru 1:0 na hřišti Olympique Marseille se nakonec umístil na nepostupovém 3. místě za francouzským klubem a portugalskou Bragou.
Na začátku sezóny 2016/17 se Liberci opět podařilo postoupit do základní skupiny Evropské ligy, když si v předkolech poradili s rakouskou Admirou a kyperskou Larnakou. V Evropské lize Slovan opět nedokázal postoupit ze základní skupiny, a tak se na jaro soustředil už jen na domácí soutěž. Liberec zakončil sezónu na 9. příčce v lize a nekvalifikoval se tak do dalšího ročníku evropských pohárů.
Na konci kalendářního roku 2017 se společně přesunuli do pražské Slavie. V jejich první sezoně Slavii dovedli k vítězství v domácím poháru, v lize ke druhému místu za vítěznou Plzní. V sezoně 2018/19 postoupila Slavia až do čtvrtfinále Evropské ligy a poprvé od roku 1942 získala tzv. domácí double. V ročníku 2019/20 Slavia po dvanácti letech postoupila do základní skupiny Ligy mistrů a v české lize obhájila titul.
V sezoně 2020/21 postoupil se Slavií do čtvrtfinále Evropské ligy, v lize pak Sešívaní po třetí v řadě slavili zisk mistrovského titulu. V následující sezoně Slavia došla až do čtvrtfinále nově vzniklé Konferenční ligy.

## Kontroverze
V dubnu 2023 mu byl úředně odebrán řidičský průkaz kvůli opakované rychlé jízdě.
V listopadu 2023 dostal Houštecký v poločase domácího zápasu Evropské ligy s AS Řím červenou kartu za nadávky rozhodčím a trest na jedno utkání.
Dne 21. září 2024 ve čtvrté minutě ligového duelu s Viktorií Plzeň dostal červenou kartu poté, co se dožadoval penalty za kontakt Sampsona Dweha s Tomášem Chorým a nadával rozhodčím. Disciplinární komise potrestala Houšteckého za pohoršující, urážlivé a ponižující chování vůči delegovaným osobám a narušení řádného průběhu hry zákazem výkonu všech funkcí na čtyři zápasy a pokutou 40 tisíc korun.